# Hiratsuka-juku

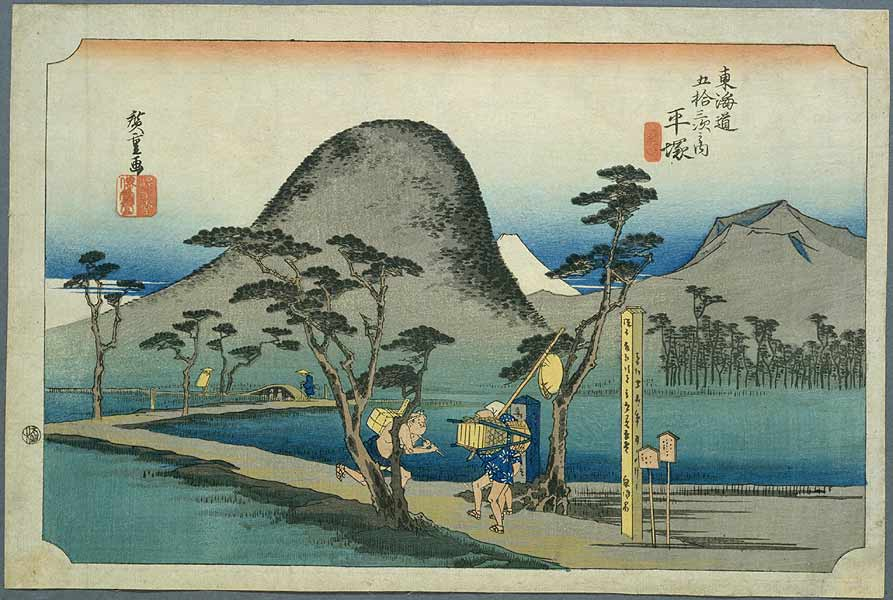
Hiratsuka-juku dans les années 1830, estampe de Hiroshige, dans l'édition Hoeido des Cinquante-trois Stations du Tōkaidō (1831-1834).

Hiratsuka-juku (平塚宿, Hiratsuka-juku) était la septième des cinquante-trois stations (shukuba) du Tōkaidō. Elle se trouve dans la ville de Hiratsuka, préfecture de Kanagawa au Japon.

## Histoire
Hiratsuka-juku fut établie en 1601 sur l'ordre de Tokugawa Ieyasu. En 1651, elle fut réunie au village voisin de Yawata et fut renommée Shinhiratsuka-juku en 1655.
Un recensement de 1843 indique que la station comptait 2 114 résidents et 443 foyers dont une honjin, une honjin secondaire et 54 hatago. L'estampe ukiyoe d'Ando Hiroshige (édition Hoeido) de 1831-1834 ne dépeint pas du tout la station mais à la place montre une route zigzaguant au-dessus de champs marécageux avec le mont Fuji apparaissant derrière Shonan daira en arrière-plan. Un des voyageurs est un coureur professionnel du service postal proposé au long du Tōkaidō. Des relais de coureurs pouvaient transmettre un message d'Edo à Kyoto en 90 heures.